# FIFA Street
FIFA Street – gra komputerowa z serii FIFA, wydana przez Electronic Arts 22 lutego 2005 dla Playstation 2, XBOX oraz PSP.
FIFA Street jest produktem ubocznym FIFA wydanym przez EA, który postąpił tutaj zgodnie ze swoją zasadą – dla każdej gry sportowej wydaje jej odmianę ze słowem „Street” w tytule, m.in. NFL Street, NBA Street itp.
FIFA Street ma tworzyć drużynę uliczną, czasem składającą się ze sławnych graczy takich jak David Beckham, Zinédine Zidane, Ronaldo czy Ronaldinho.
Graczem na okładce FIFA Street jest reprezentant Brazylii i A.C. Milan – Ronaldinho, ponieważ jest to jeden z najbardziej rozpoznawalnych piłkarzy na świecie. Podbija on piłkę za sobą nogami.

## Tryby gry

### Friendly (mecz towarzyski)
w tym trybie wybiera się podstawową czwórkę graczy (Starting Four) i rozgrywa mecz na czas albo do określonej liczby bramek.

### Rule The Street (mistrz ulicy)
W trybie Rule The Street przemierza się glob w poszukiwaniu przeciwników, należy wygrywać jak największą liczbę meczów, aby zdobyć jak największy respekt (Respect Points). Im więcej punktów respektu, tym lepsi zawodnicy będą chcieli grać w naszej drużynie.
Przed rozpoczęciem trybu należy stworzyć swojego zawodnika i drużynę.

### Upgrade Player (wzmacnianie zawodnika)
Rozpoczynając tryb Rule The Street, trzeba stworzyć własnego zawodnika. Aby ulepszać swoją postać, należy wygrać jak najwięcej meczów i turniejów, za które zdobywa się żetony umiejętności (Skill Bills), wymieniane na atrybuty zawodnika.

### Create Team (tworzenie drużyny)
FIFA Street umożliwia stworzenie własnej drużyny. Aby to zrobić, należy:
- wybrać logo
- nazwać drużynę (maks. 8 znaków)
- wybrać skład (jeden bramkarz i siedmiu graczy w polu)

## Boiska
- Marsylia, Francja
- Nowy Jork, Stany Zjednoczone
- Rio de Janeiro, Brazylia
- Lagos, Nigeria
- Amsterdam, Holandia
- Rzym, Włochy
- Berlin, Niemcy
- Meksyk, Meksyk
- Barcelona, Hiszpania
- Londyn, Wielka Brytania
- Ciudad del Este, Paragwaj

## Drużyny
- Anglia
- Argentyna
- Australia
- Brazylia
- Czechy
- Dania
- Francja
- Hiszpania
- Irlandia
- Korea Południowa
- Meksyk
- Niemcy
- Nigeria
- Portugalia
- Stany Zjednoczone
- Włochy
- Polska